# 瓦利松戈
九圣（Wali Sanga或Wali Songo），又音译为瓦利松戈，是指在爪哇岛传播伊斯兰教的九个穆斯林，因其于伊斯兰教在印度尼西亚的传播中的影响力而被尊为圣人。

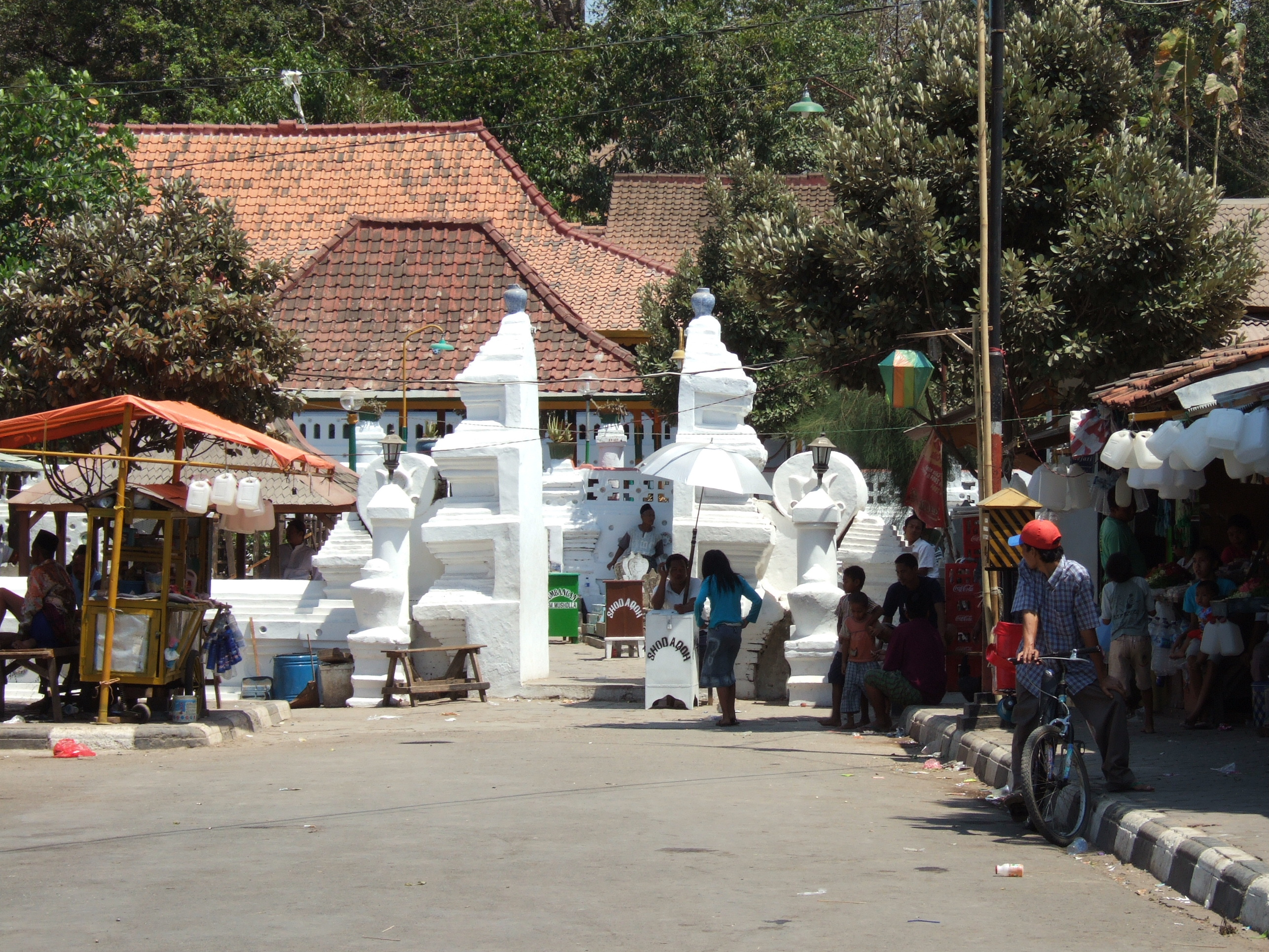
苏南·古农·查蒂墓的入口

## 词源
“圣”为阿拉伯词语“瓦利”的对译，而“瓦利”本意为“信任的人”（在其他印尼文献中又被翻译为“守护者”）或“神之友”，“九”为爪哇语songo的对译；还有一种解释认为，sango或sanga一词来源于阿拉伯语的“那里”的发音，表示高贵；另一种说法认为来源于爪哇语中的“那里”（sana，与印尼语相同，位置的意思）。
每位圣人通常会被冠以“苏南”的称号，在爪哇語中，苏南（sunan）一词可能来源于suhun，在此语境中意为“尊敬的”。另外一种说法认为这个词来自福建方言，“su”来自于“suhu”或者“saihu”，意为“师傅”。而“nan”则是南方，表示这些哈纳斐追随者是从中国南方来的。
圣人的墓地被视作谒陵或本地（爪哇岛）朝聖的去处。

## 起源
一些苏菲派穆斯林从印度古吉拉特邦出发，途经苏木都剌国（现属亞齊特區的一部分）来到爪哇岛。最早的圣人马利克·易卜拉欣（源自撒馬爾罕）于公元1419年来到爪哇。
考证他们的血统困难重重，但大多数学者都认为他们有阿拉伯血统。 虽然道统被列于各种爪哇皇家编年史(如《万丹历史》）以表明祖先血统，但道统在蘇非主義中指代老师的世系。其中一些精神世系被马丁·范·布鲁尼森引用在他的关于万丹苏丹国的著作中， 尤其是关于苏南·古农·查提的。
虽然信徒们时常将九圣视作在爪哇岛传播伊斯兰教的先驱，但一般认为是鄭和在第一次航行（公元1405 - 1407年）期间将伊斯兰教带到爪哇地区的。
其中一部分圣人具有华人血统：苏南·安佩尔（中文名Bong Swi Ho）、苏南·博囊（安佩尔之子，Bong Ang）、苏南·卡利查加（Gan Si Cang）等。亦有学者认为部分圣人为华人穆斯林的后代。
来自占婆的穆斯林公主德维·詹德拉勿兰（Dewi Candrawulan）是拉登·拉赫迈特（Raden Rahmat，即苏南·安佩尔）的母亲，苏南·安佩尔是马利克·易卜拉欣的儿子，也是其他圣人的祖先或老师。

## 概要
九圣的人员构成因不同的文献来源而各不相同。下面是一份公认的名单，但它的真实性很大程度上依赖于某些重复引用的早期来源，以及在学校教科书和其他现代科目中被强化的“事实”。该名单不同于《爪哇国土史》手稿中所启示的成员名单。
关于成员组成不同的一个理论是：“最有可能的解释是，9位宗教领袖组成了一个松散的长老会，老成员隐退或去世后，新成员加入了进来。”但需要注意，“瓦利松戈”一词是由历史学家所造，所以并没有正式的成员名单。此外，圣人生活时代的差异表明，9人不可能同时存活于世。
起初，伊斯兰教在群岛的传播并不容易。根据历史记载，在约800年的时间跨度里，伊斯兰教也没有建立实质的影响。唐朝的历史文献表明，来自中东的商贾在公元674年到达了位于苏门答腊岛的三佛齐王国，和位于爪哇岛的诃陵王国，也就是阿里·本·阿比·塔利卜到穆阿威叶的过渡时期。在十世纪，一群叫Lor部落的波斯人来到了爪哇岛，他们定居于Ngudung（古突士县）的一片被称作Loram（源自意为北方的词语“Lor”）的区域内。他们也在锦石等地建立了社区，可追溯到公元10世纪的法蒂玛·宾蒂·迈蒙陵墓的墓碑被认为是波斯部落移民的证据。
在马可·波罗的记录中他提到，在1292年从中国返回意大利时，他并未走陆上丝绸之路，而是走的朝波斯湾的水路。他在不剌（今亚齐波腊）停留时，得知当地有3群人：全为穆斯林的华人、全为穆斯林的波斯人和崇拜树木、岩石和鬼神的内陆土著。在他的证词中，他对八剌剌国（卑列拉苏丹国的《元史》译名，《大德南海志》中译作“不剌”）：你必须知道的是，经常光顾这个王国的撒拉森商人已经将当地人转变为穆罕默德的信徒了——我的意思是只有镇民，因为爪哇山民像野兽一样生活在世界各地，吃人肉或其他无论干净与否的肉。
100年后，郑和于1405年来到爪哇岛。在杜板停留时，他记录到当地有1,000个华人穆斯林家庭。在锦石，他也发现有1,000个华人穆斯林家庭，与在泗水报告的数量相同。在郑和于1433年第七次也是最后一次到访爪哇岛时，他邀请马欢作为他的书吏。根据马欢的说法，爪哇岛北岸城市的华人人口和阿拉伯人人口全为穆斯林，而土着人口大多是非穆斯林，因为他们崇拜树木、岩石和鬼怪。
公元15世纪初，Ali Murtadho和Ali Rahmat（马利克·易卜拉欣的儿子们）从占婆移居到爪哇岛，即Sheikh Ibrahim Samarqandi（马利克·易卜拉欣）定居杜板某地（位于现今的帕朗镇Gesikharjo村）。马利克·易卜拉欣于1419年葬于此地。在葬礼过后，他的两个儿子前往满者伯夷的首都，因为他们的姑姑（Dwarawati公主）嫁给了满者伯夷国王格尔达布米。随后，他们都成为了满者伯夷的官员。Ali Murtadho成为管理穆斯林的Raja Pandhita， 而 Ali Rahmat被委任为泗水地区的伊玛目。Ali Rahmat又被称为Raden Rahmat，即后来的苏南·安佩尔。
总而言之，多方面的资料和传统观点认为，瓦利松戈为伊斯兰教在印度尼西亚地区的传播做出了贡献（而非最初将伊斯兰教引入当地的人）。然而，很难从数量上（比如，是否在其活动地区内的信徒和清真寺都在增长）证明他们的影响程度。

## 名单
下面描述的一些家庭关系是有据可查的，而其他的则不能确定。时至今日，尽管缺少血缘关系，但在爪哇，人们将一位世交称为“叔叔”或“兄弟”的做法也是很常见的。
- 毛拉纳·马利克·易卜拉欣（英语：Malik Ibrahim）：又称“苏南·锦石”（Sunan Gresik），于公元1404年到达爪哇，死于公元1419年，死后葬于东爪哇的锦石（英语：Gresik）。其参与的活动有：商贸、医疗、以及改进农业技术。他是苏南·安佩尔的父亲和苏南·吉里的伯父。
- 苏南·安佩尔（英语：Sunan Ampel）: 公元1401年生于占婆，于公元1481年在印度尼西亚中爪哇的淡目（英语：Demak, Indonesia）去世。安佩尔可以被视为瓦利松戈的焦点人物：他是苏南·锦石的儿子，亦是苏南·博囊和苏南·德拉查的父亲，他还是苏南·吉里的表兄和岳父。此外，苏南·安佩尔是苏南·古突士的祖父。苏南·博囊是苏南·卡利查加的老师。苏南·安佩尔也是罗登·巴达（英语：Raden Patah）的老师。
- 苏南·吉里（英语：Sunan Giri）：出生于公元1442年的布兰班甘（Blambangan，如今为爪哇岛最东边的外南梦）。他的父亲毛拉纳·伊萨（Maulana Ishak）是毛拉纳·马力克·易卜拉欣的亲兄弟。苏南·吉里的墓地在锦石。
- 苏南·博囊（英语：Sunan Bonang）：于公元1465年出生于中爪哇北岸的南望（英语：Rembang）（靠近厨闽）。死于1525年，葬于厨闽。苏南·德拉查特的亲兄弟。
- 苏南·德拉查特（英语：Sunan Drajat）：生于公元1470年，苏南·博囊的亲兄弟。
- 苏南·古突士：死于公元1550年，葬于古突士。
- 苏南·卡利查加（英语：Sunan Kalijaga）：出生名拉登·玛斯·赛义德（Raden Mas Said）。葬于淡目国的Kadilangu。
- 苏南·穆里亚（英语：Sunan Muria）：葬于穆里亞火山。苏南·卡利查加和德维·苏吉纳（Dewi Soejinah，苏南·吉里的亲姐妹）之子，毛拉纳·伊萨的孙子。
- 苏南·古农·查蒂（英语：Sunan Gunung Jati）：葬于井里汶。井里汶苏丹国的开创者的首任统治者。他的儿子——毛拉纳·哈桑努丁为万丹苏丹国的开创者和首任统治者。

### 其他名单
- 苏南·西蒂泽纳尔（英语：Sunan Sitijenar）：在《爪哇历史》（Babad Tanah Jawi）中提及。
- 苏南·瓦利拉囊（英语：Sunan Walilanang）：同上。
- 苏南·巴雅特（英语：Sunan Bayat）：同上。
- 苏南·谷东：苏南·安佩尔的女婿，苏南·古突士的父亲。[39][40]